# Venus Isle
Venus Isle es el cuarto álbum de estudio de Eric Johnson. Este álbum fue grabado durante el año 1996 y fue lanzado el 3 de septiembre del mismo año. Es uno de sus álbumes de más duración, ya que dura casi una hora. Este álbum contiene más canciones cantadas por el autor que su disco anterior, Ah Via Musicom.

## Expectativas
La mayoría de los fanes de Eric Johnson esperaban que tras una espera de seis años con respecto a su disco anterior, éste ahondara en otros estilos musicales y renovara su estilo, hecho que no pasó. A pesar de eso, el disco recibió buenas críticas, aunque se aclaró que si hubiera salido unos años antes, hubiera sido más aclamado por la audiencia.

## Lista de canciones
Canciones compuestas por Eric Johnson excepto las indicadas.
1. Venus Isle - 5:28
2. Battle We Have Won - 5:59
3. All About You - 8:20
4. S.R.V. - 3:03
5. Lonely In The Night (Vince Mariani) - 6:04
6. Manhattan - 4:52
7. Camel's Night Out (Kyle Brock/Mark Younger) - 5:17
8. Song For Lynette - 4:54
9. When The Sun Meets The Sky (Eric Johnson/Stephen Barber)- 7:53
10. Pavilion - 5:02
11. Venus Reprise - 1:29

## Personal
- Eric Johnson - Guitarra, Piano
- Tommy Taylor - Batería
- Kely Brock - Bajo
- Stephen Barber - Teclado
- Roscoe Beck - Bajo
- James Fenner - Percusión
- Steven Hennig - Guitarra
- Christopher Cross - Voz
- Jimmie Vaughan - Guitarra en S.R.V.